# Comunidad campesina de Pongobamba
La comunidad campesina de Pongobamba (del quechua cusqueño: p’onqo pampa, que significa ‘humedal') es una comunidad campesina quechua ubicada en el distrito de Chinchero, provincia de Urubamba en el departamento de Cusco en Perú. Está situada a una altitud de 3750 m s. n. m. (metros sobre el nivel del mar), con una temperatura que oscila entre 8 °C y 15 °C. Posee una extensión de 375 hectáreas de terreno debidamente titulado, cercano a la laguna Piuray, y de acuerdo a los Censos Nacionales de 2017 alberga a una población de 452 habitantes.
Desde el 27 de noviembre de 1987, la comunidad ha sido oficialmente reconocida como una comunidad campesina mediante la resolución R.D. 0435-87-DRA-XX, la cual la identifica como un pueblo indígena quechua en la base de datos del Estado Peruano. Se cuenta entre las 12 comunidades campesinas en el distrito de Chinchero.
Los habitantes de la comunidad campesina de Pongobamba, junto con los poblados de Piuray, Umasbamba, Ototuhuan, Cuper Bajo, Pukamarca, Huitapugio, están constantemente preocupados por la disminución del nivel del agua en la laguna de Piuray, la cual provee de agua a toda la ciudad de Cusco. Existe una inquietud significativa sobre el riesgo de que la laguna desaparezca.La creciente inquietud se intensifica, especialmente después de que la Autoridad Nacional del Agua concediera en el año 2022 una autorización de uso por un periodo de 2 años para el aprovechamiento de agua superficial proveniente del manantial conocido como "Pongobamba" o "Pongosancca", para el control de las partículas en suspensión (polvo), durante la ejecución del proyecto de construcción del  Aeropuerto Internacional del Chinchero.

## Ubicación
La comunidad se ubica dentro del distrito de Chinchero, provincia de Urubamba en el departamento de Cusco en Perú.
En su demarcación territorial, la comunidad se encuentra limitada al norte por la comunidad de Pucamarca, al sur con la comunidad de Chu'so, al oeste con la comunidad de Piuray, y al este con la comunidad de Ocutuan. Este perímetro abarca un total de 375 hectáreas, consolidando así la extensión y ubicación geográfica de la comunidad campesina de Pongobamba.

## Demografía

### Sectores
Debido al crecimiento demográfico y al retorno de los hijos de los comuneros a la ciudad, impulsado por la construcción del Aeropuerto Internacional de Chinchero, se han establecido seis sectores distintos en la comunidad:
1. Mateo Pumacahua, nombrado en honor al colegio presente en la comunidad que se encuentra en esta área.
2. Costa Verde, habitado mayormente por personas que, en un principio, se trasladaron a Lima, pero que actualmente han retornado. El nombre imita la conocida Costa Verde de Lima.
3. Los Huertos, anteriormente llamado "huerta k'ucho" (lugar donde se cultivan hortalizas), ahora adaptado al español.
4. Agua Dulce, reconocido por ser el lugar donde se encuentra el suministro de agua para toda la comunidad, con numerosos manantiales presentes en la zona.
5. Huayna Filico, ubicado junto a la capilla, toma su nombre de la Santísima Cruz llamada Huayna Filico.
6. Villa Hermosa, un sector desde el cual se disfruta de una vista panorámica de la comunidad y la laguna de Piuray, constituyendo un auténtico mirador.

## Historia
En el pasado, en el distrito de Chinchero, existían las comunidades de Ccollana Ayllu, Ángel parte y Ch`uncu, posteriormente Ccollana ayllu se convirtió en la comunidad madre denominada Ayllopongo. La actual comunidad de Pongobamba, en sus inicios, formaba parte de Ayllopongo como un sector. Sin embargo, en 1987, Pongobamba tomó la decisión de separarse, marcando el comienzo de una nueva etapa que celebra su aniversario cada 27 de noviembre. En ese momento, Marcelino Quillahuaman y Fortunato Cjuiro lideraban la comunidad. La independencia de Pongobamba se fundamentó en lograr la autonomía frente al centralismo existente en la comunidad madre de Ayllopongo.